# Сенебкай
Сенебкай — давньоєгипетський фараон, який правив у частині Верхнього Єгипту у добу Другого перехідного періоду.

## Життєпис
Археологи знайшли його гробницю у січні 2014 року. Те відкриття підтверджує існування незалежної Абідосської династії, представники якої правили одночасно з фараонами XV та XVI династій.
На стіні гробниці й на саркофазі були виявлені картуші, на яких було висічено ім'я Сенебкая — «цар Верхнього та Нижнього Єгипту, син Ра, Сенебкай». У саркофазі було знайдено скелет фараона. Його зріст за життя становив близько 185 сантиметрів. Також було знайдено ритуальні посудини — канопи, в яких зберігались органи фараона. При цьому були відсутні статуетки богів загробного світу. На думку археологів, це вказує на розграбування гробниці.
Дослідження скелету фараона показало наявність 18 травм на кістках, передусім на черепі, що вказує на смерть у битві .